# Thể tích
Thể tích của một vật là lượng không gian mà vật ấy chiếm. Thể tích có đơn vị đo là lập phương của khoảng cách (khoảng cách mũ 3). Trong Hệ đo lường quốc tế, do đơn vị đo của khoảng cách là mét, đơn vị đo của thể tích là mét khối, ký hiệu là m³

## Đơn vị thể tích
|        | Hệ thống đo lường Anh | Hoa Kỳ | Hoa Kỳ |
| Lỏng   | Hệ thống đo lường Anh | Khô    |        |
| ------ | --------------------- | ------ | ------ |
| Gill   | 142                   | 118    | 138    |
| Pint   | 568                   | 473    | 551    |
| Quart  | 1137                  | 946    | 1101   |
| Gallon | 4546                  | 3785   | 4405   |

Các phép đo thể tích từ 1914 The New Student's Reference Work.

Bất kỳ đơn vị độ dài nào cũng có đơn vị thể tích tương ứng: thể tích của khối lập phương có các cạnh có chiều dài nhất định. Ví dụ, một xen-ti-mét khối (cm³) là thể tích của khối lập phương có cạnh là một xentimét (1 cm).
Trong Hệ đo lường quốc tế (SI), đơn vị tiêu chuẩn của thể tích là mét khối (m³). Hệ mét cũng bao gồm đơn vị lít (litre) (kí hiệu: L) như một đơn vị của thể tích, trong đó một lít là thể tích của khối lập phương 1 dm. Như vậy :
1 lít = (1 dm)3 = 1000 cm³ = 0,001 m³
vậy
1 m³ = 1000 lít.
Một lượng nhỏ chất lỏng thường được đo bằng đơn vị mililít (ml) (Tiếng Anh: mililitre)
1 ml = 0,001 lít = 1 xentimét khối.
Cũng như vậy, một lượng lớn chất lỏng thường được đo bằng đơn vị mêgalít (Tiếng Anh: megalitre)
1 000 000 lít = 1000 mét khối = 1 mêgalít (Ml). (Lưu ý Megalitre được kí hiệu là Ml, không phải ml như mililitre)
Nhiều đơn vị thể tích truyền thống khác cũng được sử dụng, bao gồm inch khối, foot khối, yard khối, dặm khối, muỗng cà phê, thìa canh, ounce chất lỏng, dram chất lỏng, gill , pint, quart , gallon, minim, barrel, coóc, peck, giạ, hogshead, mẫu-feet và bảng feet. Đây là tất cả các đơn vị của khối lượng.

## Một số công thức tính
Bảng dưới đây liệt kê một số công thức tính thể tích của một số hình đơn giản.
| Hình               | Công thức thể tích                                             | Hình minh họa                                                          | Chú thích |
| ------------------ | -------------------------------------------------------------- | ---------------------------------------------------------------------- | --- |
| Hình lập phương    | {\displaystyle V=a^{3}\;}                                      |                                                                        | a là cạnh hình lập phương. |
| Hình hộp chữ nhật  | {\displaystyle V=abc}                                          |                                                                        | a là chiều dài. b là chiều rộng. c là chiều cao.                                                                                                   |
| Hình lăng trụ      | {\displaystyle V=Bh}                                           |                                                                        | B là diện tích đáy. h là chiều cao. |
| Hình chóp          | {\displaystyle V={\frac {1}{3}}Bh}                             |                                                                        | B là diện tích đáy. h là chiều cao. |
| Hình khối lục diện | {\displaystyle V=abc{\sqrt {K}}}                               |                                                                        | {\displaystyle {\begin{aligned}K=1&+2\cos(\alpha )\cos(\beta )\cos(\gamma )-\cos ^{2}(\alpha )-\cos ^{2}(\beta )-\cos ^{2}(\gamma )\end{aligned}}} |
| Tứ diện đều        | {\displaystyle V={{\sqrt {2}} \over 12}a^{3}\,}                |                                                                        | a là cạnh tứ diện. |
| Mặt cầu            | {\displaystyle V={\frac {4}{3}}\pi r^{3}}                      |                                                                        | r là bán kính. |
| Ellipsoid          | {\displaystyle V={\frac {4}{3}}\pi abc}                        |                                                                        | a, b, c là các bán trục. |
| Hình trụ tròn      | {\displaystyle V=\pi r^{2}h}                                   |                                                                        | r là bán kính đáy. h là chiều cao. |
| Mặt nón            | {\displaystyle V={\frac {1}{3}}\pi r^{2}h}                     |                                                                        | r là bán kính đáy. h là chiều cao. |
| Khối hình xuyến    | {\displaystyle V=2\pi ^{2}Rr^{2}}                              |                                                                        | |
| Khối tròn xoay     | {\displaystyle V=\pi \cdot \int _{a}^{b}f(x)^{2}\mathrm {d} x} |                                                                        | |
| Hình bất kỳ        | {\displaystyle V=\int _{a}^{b}A(x)\mathrm {d} x}               | Công thức cho khối tròn xoay ở trên: {\displaystyle A(x)=\pi f(x)^{2}} | x là một kích thước theo một chiều bất kỳ của vật A là diện tích phần tiết diện vuông góc với x, được biểu diễn dưới dạng hàm số của x.            |

### Tỉ số của một hình nón, hình cầu và hình trụ có cùng bán kính và chiều cao

Một hình nón, hình cầu và hình trụ có bán kính r và chiều cao h

Các công thức trên có thể được sử dụng để chứng minh rằng thể tích của một hình nón, hình cầu và hình trụ có cùng bán kính và chiều cao theo tỷ lệ 1 : 2 : 3 như sau.
Gọi bán kính là r và chiều cao là h (là 2r cho hình cầu), khi đó thể tích của khối nón là
{\displaystyle {\frac {1}{3}}\pi r^{2}h={\frac {1}{3}}\pi r^{2}\left(2r\right)=\left({\frac {2}{3}}\pi r^{3}\right)\times 1,}
thể tích của quả cầu là
{\displaystyle {\frac {4}{3}}\pi r^{3}=\left({\frac {2}{3}}\pi r^{3}\right)\times 2,}
trong khi thể tích của hình trụ là
{\displaystyle \pi r^{2}h=\pi r^{2}(2r)=\left({\frac {2}{3}}\pi r^{3}\right)\times 3.}
Archimedes đã phát hiện ra tỷ lệ 2 : 3 của thể tích khối cầu và khối trụ.

## Đơn vị đo thể tích trong cuộc sống
Trong cuộc sống hàng ngày tại Việt Nam và phần lớn các quốc gia sử dụng các đơn vị đo lường của hệ đo lường quốc tế (SI) thì đơn vị đo thể tích (cũng như dung tích) thường được sử dụng là lít (1000 lít = 1 m³) hay lít (viết tắt l) (1l = 1000 cm³) do đơn vị mét khối là tương đối lớn, không phù hợp lắm cho nhiều tính toán trong các hoạt động hàng ngày.

## Quan hệ giữa thể tích và khối lượng
Thể tích của một vật đặc và đồng nhất (về cấu tạo) với một hình dạng bất kỳ được tính theo công thức sau:
{\displaystyle V={m \over D}}
Trong đó:
- m là khối lượng của vật.
- D là khối lượng riêng của chất tạo ra vật đó.